# ヘンリー・ハイムリック
ヘンリー・ジューダ・ハイムリック（英: Henry Judah Heimlich、1920年2月3日 - 2016年12月17日）は、アメリカ合衆国の胸部外科医・医学研究者で、その名を冠したハイムリック法の開発者として広く知られている。この方法は窒息した患者の腹部を突き上げて救命するもので、医学雑誌 "Emergency Medicine" 1974年6月号に掲載されたハイムリックのエッセイで紹介された。彼はまた、歩行する患者向けの移動式酸素装置であるマイクロ・トレイク（英: Micro Trach）や、胸腔から血液や空気を抜くために用いるフラッター・バルブ（別名ハイムリック・チェスト・ドレーン・バルブなどを開発している。
名字はドイツ語風に「ハイムリッヒ」と表記されることもあるが、この記事では英語発音に近い「ハイムリック」として統一する。

## 幼少期と教育
ハイムリックはフィリップとメアリー（旧姓エプスタイン）のハイムリック夫婦の息子として、デラウェア州ウィルミントンで生まれた。父方の祖父はハンガリー系ユダヤ人移民、母方の祖父はロシア出身のユダヤ人だった。家族はすぐにニューヨーク州ニューロシェルに移り、彼はここで刑務所のソーシャルワーカーだった父の仕事についていったという。ハイムリックは1937年にニューロシェル高校を卒業してコーネル大学に進んだ後、1941年に学士（教養）（英: B.A; Bachelor of Arts）を取得した。大学ではコーネル・ビッグ・レッド・マーチング・バンドのドラム・メジャーも務めた（1939年）。ハイムリックは1943年にワイル・コーネル・メディカル・カレッジ（コーネル大学附属の医学部）を卒業してM.D.の学位を得た。当時フレクスナー・レポートが実践に移されておらず、ハイムリックは2年で医学部（メディカル・スクール）を卒業することができた。

## 経歴

### ハイムリック・バルブ
1962年、ハイムリックは胸部ドレナージに用いるフラッター・バルブ（別名ハイムリック・バルブ）を発明し、1969年には特許を取得した。自身では、第二次世界大戦中、胸部に被弾して死んだ中国人兵士を見て着想を得たと語っていたが、中国でハイムリックの医療助手を務めたフレデリック・ウェブスターは、この話に疑義を唱えている。このバルブは、気胸や血胸を起こした肺を再拡張させるため、胸腔から空気や血液を抜く際に用いられる。この発明は、ベトナム戦争時に多くのアメリカ人兵士の命を救った。

### ハイムリック法

ハイムリック法を行う様子

ハイムリックが初めてこの方法について述べたのは、医学誌 "Emergency Medicine" へ1974年6月に掲載された、"Pop Goes the Cafe Coronary"（意味：弾みでコーヒー冠動脈疾患に）と題されたインフォーマルな記事でのことだった。同じ年の6月19日には、『シアトル・ポストインテリジェンサー』紙が、引退したレストラン・オーナーのアイザック・ピハが、ワシントン州ベルビューで、ハイムリック法を使って窒息した女性を救命したと報じた。
1976年から1985年まで、アメリカ心臓協会やアメリカ赤十字社のガイドラインでは、背部叩打法が窒息救命の第一選択とされており、これでのどに詰まった異物が取り除けなかった場合にハイムリック法を用いるよう定められていた。1985年6月に開かれたアメリカ心臓協会の会合後、背部叩打法はガイドラインから削除され、翌1986年から2005年までのガイドラインでは、2団体ともハイムリック法を唯一の選択肢と定めていた。但し、アメリカ国立衛生研究所や全米安全評議会では、1歳以下の乳児にはハイムリック法を行わないよう指導している。
2005年に改訂されたアメリカ心臓協会によるガイドラインでは、"abdominal thrusts"（意味：腹部突き上げ法）としてハイムリック法が登場し、ハイムリック法・背部叩打法・胸部圧迫法のどれでも充分に効果があることが示された。
2006年春には、アメリカ赤十字社もハイムリック法の優先順位を引き下げ、1986年以前のガイドラインに立ち戻って背部叩打法などを併記する形にした。「ファイブ・アンド・ファイブ」と呼ばれている新しいガイドラインでは、意識のある患者に対し、まず背部叩打法を5回行い、それでも異物が取れない時に、ハイムリック法を5回行うよう推奨されている。また意識の無い患者に対しては、1976年にチャールズ・ギルドナーが、2000年にA・ランゲールがそれぞれ推奨したメソッドに従い、胸部圧迫法を行うよう推奨されている。2006年のガイドラインでは、旧来の「ハイムリック法」という単語が除去され、"abdominal thrust" との単語に統一された。
溺水の救命手段としてこの方法を宣伝したハイムリックの行動には、手技が欺瞞だという主張がずっとついて回った。アメリカ心臓協会が作成した2005年版の溺水救命ガイドラインではハイムリック法の記載は無く、効果は立証されていない上、逆に嘔吐による誤嚥のリスクがあるとして、ハイムリック法の使用に注意を促している。
2003年には、ハイムリックの同僚であるエドワード・パトリックが、自分も開発者のひとりであるのに名前が載っていないとするプレスリリースを発表した。
2016年5月23日には、自身でハイムリック法を行い、同じ介護老人福祉施設に入所していた女性を助けたことでニュースとなった。当初、自身にとって初めてハイムリック法で救命した症例だったと報じられたが、後に誤報であったことが分かっている。彼は2003年のインタビューで、80歳の時に初めてハイムリック法で救命したことを語っていた。

### マラリア療法
1980年代初頭、ハイムリックはマラリア療法研究に従事し、医療的管理の下で比較的良性のマラリアに感染させ、癌・ライム病・後天性免疫不全症候群(AIDS)などの治療に用いる方法を研究した。2009年の段階でこの治療法は不成功に終わっており、科学的に無根拠で危険だと評されている。アメリカ食品医薬品局・アメリカ疾病予防管理センターはどちらもマラリア療法を認証せず、医療関係者や人権擁護者と共に、この方法が「残虐だ」("atrocious") と発表した。シンシナティのディーコネス・アソシエーションズ（英: Deaconess Associations）に付随するハイムリック財団は、エチオピアで地元の保健省が関知しない間に、マラリア療法の実地試験を行っていた。ハイムリックはこの治験に関して7件の成功症例があったと述べたが、その詳細について語ることは拒否した。また治験に対し、治験審査委員会の監査は一切入っていないという。
HIV・マラリア感染が日常的に起こるアフリカでの研究は、マラリア・HIVへの二重感染がウイルス負荷を増加させ、マラリアがHIVの伝染速度や病気の進行を加速させていると示唆している。これらの研究に基づき、ポール・ファーマーはHIVのマラリア療法について、「現実味が無い。最もマラリア被害が酷い場所は確実に、HIVが残酷な仕打ちを成し遂げる場所でもあるのだ」と述べた。

## 私生活
1951年6月4日、ハイムリックは社交ダンス興行主アーサー・マリーの娘であるジェーン・マリー（英: Jane Murray）と結婚した。妻ジェーンは、Maesimund B. Panos との共著でホメオパシーに関する本 "Homeopathic Medicine at Home"（意味：家庭向けホメオパシー医療）を出版している。
ハイムリック夫妻の間には4人の子どもが生まれた。フィル・ハイムリック（英: Phil Heimlich）は、以前はシンシナティの公選職員（英: elected official）を務めていたが、現在では保守的キリスト教系ラジオ・トークショーの司会を務めている。ピーター・ハイムリック（英: Peter Heimlich）の運営するウェブサイトでは、ハイムリック法など父親の業績に批判的な内容が書かれており、父親の欺瞞に満ちた業績を追求しようという姿勢を取っている。ジャネット・ハイムリック（英: Janet Heimlich）はフリーランスのレポーターで、さらにエリザベス（英: Elisabeth Heimlich）という娘もいる。
1970年代にヒットしたテレビ番組『ハッピーデイズ』でウォーレン・"ポッツィー"・ウェバー（英: Warren "Potsie" Weber）を演じたアンソン・ウィリアムズは、ハイムリックの甥に当たる。
ハイムリックの回顧録 "Heimlich's Maneuvers: My Seventy Years Of Lifesaving Innovation" は、2014年にプロメテウス・ブックスから出版された。

## 死
ハイムリックは、2016年12月12日にシンシナティ・ハイド・パーク (Hyde Park, Cincinnati) にある自宅で心臓発作を起こした後、合併症のため12月17日に同じくシンシナティのクライスト・ホスピタル (The Christ Hospital) で亡くなった。96歳没。死後に出された報道発表や追悼記事では、ハイムリックの生きている間に、アメリカ合衆国だけで少なくとも10万人が、ハイムリック法によって命を救われたと報じられた。